# Самуэльс, Уоррен
Уо́ррен Са́муэльс (англ. Warren J. Samuels; 14 сентября 1933 — 17 августа 2011, Гейнсвилл, Флорида) — американский учёный-экономист, историк экономической мысли.

## Биография
Бакалавр (1954) университета Майами; магистр (1955) и доктор философии (1957) Висконсинского университета.
Первоначально преподавал в университете Миссури (1957−58) и Колледже штата Джорджия (1958−59) в качестве преподавателя (assistant professor). С 1959 года по 1968 преподавал в alma mater — Университете Майами: сначала преподавателем, а с 1962 года — доцентом (associate professor). С 1968 года до своей смерти был профессором экономики Университета штата Мичиган (с 1998 года — почётным профессором (Professor Emeritus)).
Скончался 17 августа 2011 года дома.

## Общественная деятельность
Президент Общества истории экономической мысли (1981—1982) и Ассоциации социальной экономики (1988).

### Членство в профессиональных ассоциациях
- Американская ассоциация университетских профессоров
- Американская экономическая ассоциация
- Ассоциация общественной (социальной) экономики (Association for Social Economics):

первый вице-президент (1987); президент (1988)
- Ассоциация по эволюционной экономики:

член комитета по награждению Премией Веблена-Коммонса (1969); председатель комитета по номинированию (1971); член исполнительного совета (1989−92)
- Ассоциация по экономической истории
- Ассоциация права и общества (Law and Society Association):

член совета попечителей (1976−79), член комитета по публикациям (1978−80)
- Европейское общество по истории экономической мысли
- Королевское экономическое общество
- Международное сообщество по экономической методологии (International Network for Economic Method):

член комитета по номинированию (1998, 2005)
- Национальная налоговая ассоциация:

член комитета по налогообложению сектора коммунальных услуг (1971−73, 1976−78, 1979−82)
- Общество по экономической теории штата Мичиган:

избранный президент (1971−72); президент (1972−73)
- Общество истории науки
- Общество истории экономической мысли:

член исполнительного комитета (1972−73); вице-президент (1977); избранный президент (1980−81); президент (1981−82); член комитета по изменении устава (1988); член комитета по номинированию (1988, 2002)
- Организация по политическим исследованиям (Policy Studies Organization):

член совета (1976−78, 1991−93); член совещательной комиссии по политической экономии (1990−2011); член группы по оценке политики и член редакционного консультативного совета (1992−2002)
- Японское общество по истории американской экономической мысли

### Редакторская работа в научных журналах и научных сериях
- Journal of Economic Issues, 1971—1981
- Recent Economic Thought (серия изд-ва Kluwer Academic Publishing), 1980−1999 (редактор и соредактор)
- Research in the History of Economic Thought and Methodology (ежегодник JAI Press), т. l, 1983—; Архивные дополнения — Archival Supplements (изд-ва Elsevier), т. 1, 1989—.
- Classics in Economics (серия изд-ва Transaction Books)
- Studies in Institutional Economics (серия изд-ва M. E. Sharpe, Inc.), 1990−1994
- Advances in Methodology, International Network for Economic Methodology (серия изд-ва Edward Elgar Publishing), 1991−1997
- Journal of Income Distribution, 1991−1999 (соредактор)

Под редакцией Уоррена Самуэльса были изданы «Труды Николая Кондратьева» в 4-х тт. на англ. языке.

### Член редакционных коллегий научных журналов
- Southern Economic Journal (1967, 1968)
- History of Political Economy, 1969−1987
- International Social Science Review, 1977−2011
- Journal of Post Keynesian Economics, 1977−2011
- Policy Studies Journal, 1979−1982
- Journal of Interdisciplinary Economics, 1986−2011
- Review of Political Economy, 1987−2011
- Review of Social Economy, 1988−2011
- Journal of the History of Economic Thought, 1990−1997
- Advances in Austrian Economics, 1991−2011
- International Papers in Political Economy, 1991−1999
- Policy Evaluation, 1992−2011
- History of Economic Ideas, 1992−2011
- Policy Studies Organization Series, Advisory Board, 1990−2011
- Methodus/Journal of Economic Methodology, 1992−2011
- Feminist Economics, 1994−2011
- Annals of the Society for the History of Economic Thought (Japan), 2001−2011
- Economie et Institutions, 2001−2011
- Journal des Economistes et des Etudes Humaines, 2002−2011
- Biographical Dictionary of American Economists, 2003−2011
- Australasian Journal of Economics Education, 2003−2011
- Journal of Institutional Economics, 2003−2011

## Награды
- Лауреат премии Веблена-Коммонса (1995)
- Бронзовая медаль Кондратьева (2001)

В честь Уоррена Самуэльса Ассоциация социальной экономики учредила Приз имени Уоррена Самуэльса (Warren Samuels Prize).

## Основные произведения
- The Classical Theory of Economic Policy. — Cleveland: World, 1966. — 341 pp.
- Pareto on Policy. — New York: Elsevier, 1974. — 232 pp.
- Gardiner C. Means: Institutionalist and Post-Keynesian. — Armonk: M. E. Sharpe, 1990. — 195 pp. (with Steven G. Medema)
- Economic Thought and Discourse in the Twentieth Century (with Jeff Biddle and Thomas Patchak-Schuster), 1993.
- The Economy as a Process of Valuation. — Lyme, NH: Edward Elgar, 1997. — 331 pp. (with Steven G. Medema and A. Allan Schmid)
- Economics, Governance and Law: Essays on Theory and Policy. — Cheltenham: Edward Elgar, 2002. — 199 pp.
- Essays on the History of Economics. — L.: Routledge, 2004. — 340 pp. (with Willie Henderson, Kirk Johnson, and Marianne Johnson)
- The Legal-Economic Nexus. — L.: Routledge, 2007. — 491 pp. (with James M. Buchanan, Kirk Johnson, Marianne Johnson, A. Allan Schmid, and James D. Shaffer)
- Erasing the Invisible Hand: Essays on an Elusive and Misused Concept in Economics. — Cambridge; New York: Cambridge University Press, 2011. — 352 p. — ISBN 9780521517256.

### Сборники работ (собрание сочинений)
- Essays in the History of Mainstream Political Economy. — L.: Macmillan; New York: New York University Press, 1992. — 293 pp. («Исследования по истории главного течения политической экономии»)
- Essays in the History of Heterodox Political Economy. — L.: Macmillan; New York: New York University Press, 1992. — 351 pp. («Исследование истории неортодоксальной политической экономии»)
- Essays on the Economic Role of Government (in 2 vols.). — L.: Macmillan; New York: New York University Press, 1992 («Исследование экономической роли правительства»):

Vol. 1. Fundamentals. — 340 pp.
Vol. 2. Applications. — 369 pp.